# Suzanne Gabriello
Pour les articles homonymes, voir Gabriello.
Suzanne Galopet dite Suzanne Gabriello, née le 24 janvier 1932 à Paris 18e et morte le 9 août 1992 à Paris 13e, est une actrice et chanteuse française.
Elle est la fille de l'acteur et chansonnier André Gabriello.

## Biographie
Elle fait principalement de la chanson comique, parodiant des œuvres d'autres artistes, tels que Charles Aznavour, Enrico Macias, Guy Mardel, Georges Brassens, Jean Ferrat, Nino Ferrer, ainsi que Pierre Perret avec le titre Les Jolies Colonies de vacances dans lequel elle s'en donne à cœur joie sur l'indépendance de la Bretagne.
Au début des années 1960, elle forme avec Perrette Souplex et Françoise Dorin le trio Les Filles à Papa. 
Au tournant des années 1960-1970, elle anime des émissions pour la jeunesse à la télévision française (Ohé jeudi !). Dans l'émission pour enfants du jeudi après midi, elle chantait régulièrement Ça peut pas s'inventer (les mots d'enfants), une chanson qui énumère des questions amusantes et des propos décalés d'enfants, avant dans le dernier couplet d'inviter les parents à lui en envoyer d'autres pour les mettre dans une nouvelle chanson. 
Durant les années 1980, elle participe régulièrement à l'émission de FR3 Les Jeux de 20 heures.

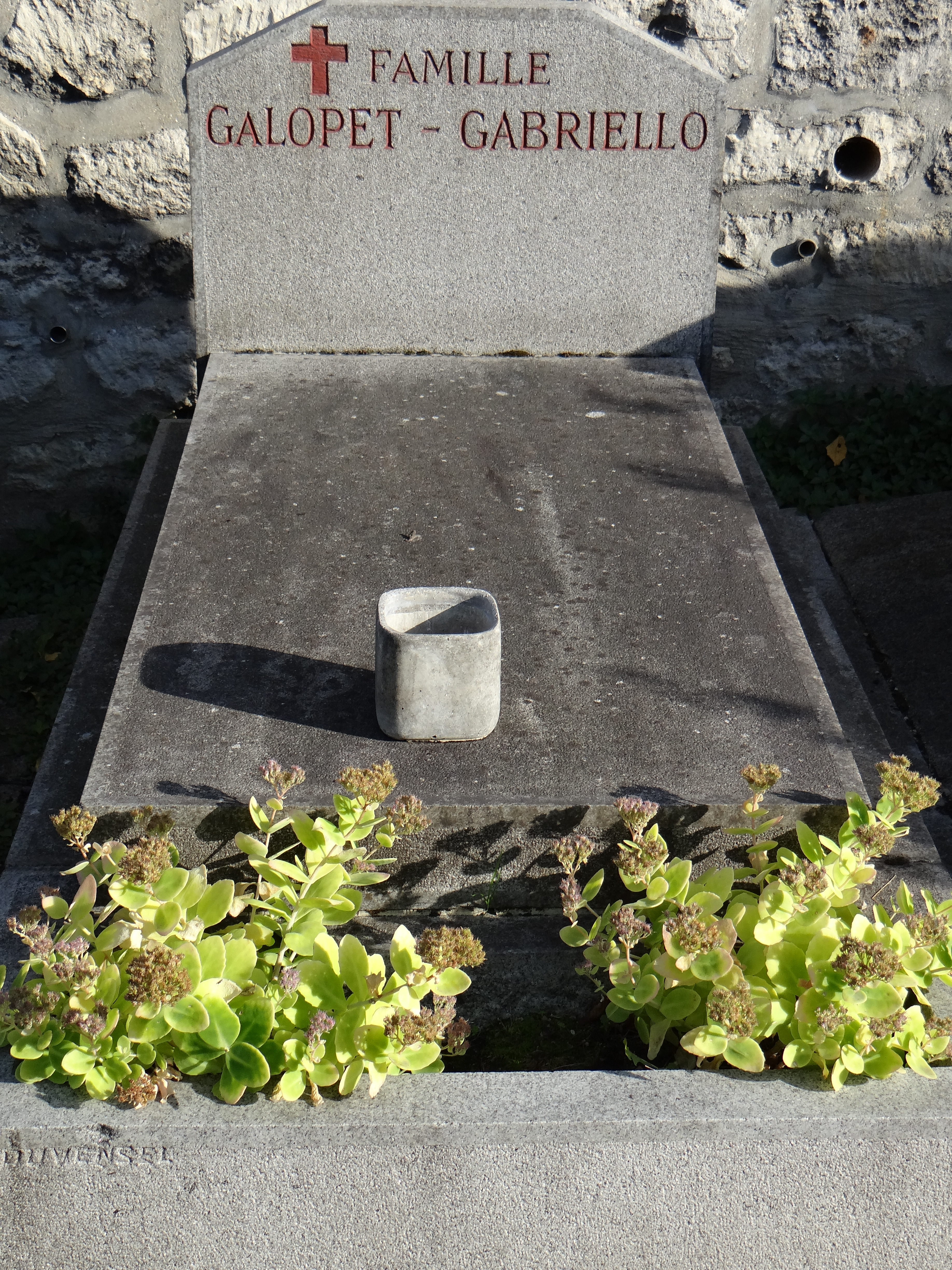
Tombe au cimetière Saint-Vincent.

Dans les années 1960, elle épouse le metteur en scène Guy Dauvilliez-Lauzin avec qui elle a une fille, Marie ; puis elle épouse en secondes noces Michel Dubaile, ancien Petit Chanteur à la croix de bois et membre du groupe Les Célibataires dans les années 1960. Ils ont une fille Pascale et un fils, Pierre.
Depuis l'année 1988, jusqu'à sa mort en 1992, elle fait partie du groupe artistique Nevada. Elle est dirigée et accompagnée par son chef d'orchestre Francis Poilfoulot, et continue à faire beaucoup de galas pour les mairies[réf. nécessaire].
Elle est inhumée au cimetière Saint-Vincent à Paris.

## Vie privée
Elle a été l'une des compagnes de Jacques Brel, et a déclaré que la chanson Ne me quitte pas, lui avait été écrite lors de leur rupture. Jacques Brel a démenti que les paroles soient autobiographiques. 
À la même période[Quand ?], elle a eu une relation amoureuse avec Guy Bedos qui l'évoque dans son livre Je me souviendrai de tout, Journal mélancomique chez Fayard en 2015 sans en révéler le nom. Laurent Ruquier a dévoilé ce nom lors de son émission On n'est pas couché le 12 septembre 2015.

## Chansons
Si la chanson Ça peut pas s'inventer n'est pas la parodie d'une chanson existante, la plupart de ses chansons sont des parodies.
Quelques titres de chansons parodiques créées par elle :
- Votez hein ! bon ! (1966), reprise parodique de la chanson Oh ! Hé ! Hein ! Bon ! de Nino Ferrer
- Z'avez pas lu Kafka (1966), parodie de la chanson Mirza de Nino Ferrer.
- Charlie, parodie de la chanson Jacky de Jacques Brel (Charlie met en scène de manière irrévérencieuse le président de la république d'alors, le général de Gaulle)
- Les Jolies Colonies de la France, parodie de la chanson Les Jolies Colonies de vacances de Pierre Perret
- Les Potins d'abord, parodie de la chanson Les Copains d'abord de Georges Brassens
- Mon permis au mois d'août, parodie de la chanson du film Paris au mois d'août, créée et interprétée par Charles Aznavour
- Sa campagne (deux versions), parodie de la chanson La Montagne de Jean Ferrat (là encore, la chanson raille le président de la république d'alors, le général de Gaulle)
- A l'orange, parodie de la chanson L'Orange de Gilbert Bécaud et Pierre Delanoë la phrase « tu as volé l'orange du marchand » devient dans la parodie, celle d'une automobiliste en face d'un agent verbalisateur, à qui elle affirme n'être... « pas passée à l'orange, Monsieur l'agent ! »
- J'me voyais déjà en bas de l'affiche prend le contrepied de la chanson Je m'voyais déjà de Charles Aznavour.

Bien que fort drôles en soi, ces chansons prennent tout leur sens et tout leur sel quand on connaît les originaux dont elles sont des parodies. Peut-être les deux chansons raillant le général de Gaulle (et surtout la deuxième version) sont-elles encore parlantes pour qui n'a pas connu les débuts de la Cinquième République.

## Filmographie
Cinéma
- 1949 : On ne triche pas avec la vie de René Delacroix et Paul Vandenberghe
- 1950 : Folie douce de Jean-Paul Paulin
- 1950 : La Rue sans loi de Marcel Gibaud
- 1952 : Des quintuplés au pensionnat de René Jayet
- 1962 : Du mouron pour les petits oiseaux de Marcel Carné
- 1964 : Un gosse de la butte (Rue des Cascades) de Maurice Delbez

Télévision
- 1974 : Les Faucheurs de marguerites de Marcel Camus
- 1978 : Le Temps des as de Claude Boissol

## Théâtre
- 1956 : La Tour de Nesle de Frédéric Gaillardet d'après Alexandre Dumas, mise en scène de Jean Le Poulain, théâtre des Mathurins
- 1961 : Coralie et Compagnie de Maurice Hennequin et Albin Valabrègue, mise en scène de Jean Le Poulain, théâtre Sarah Bernhardt